# Tõnu Tõniste

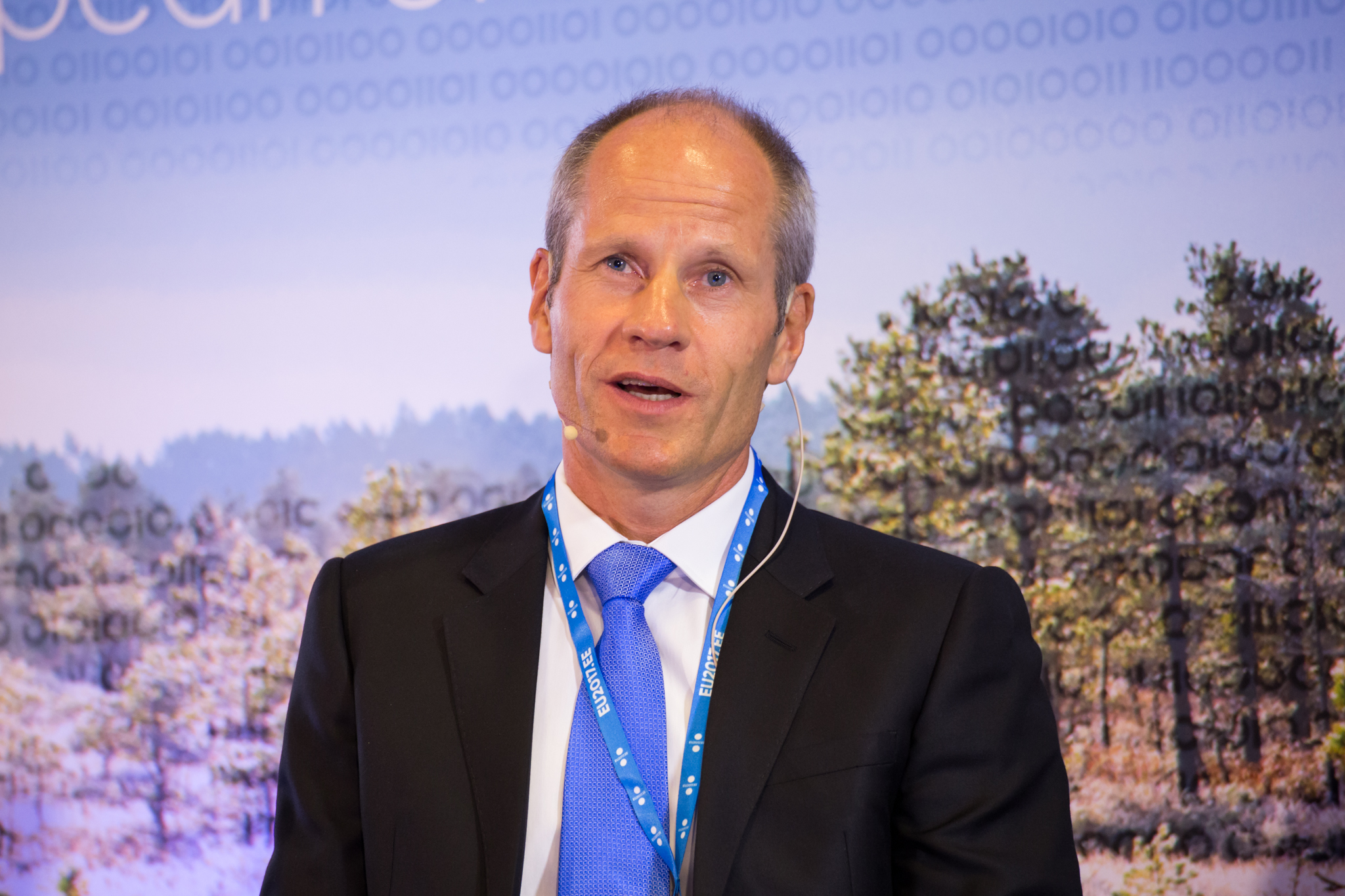
Tõnu Tõniste (2017)

Tõnu Tõniste (* 26. April 1967 in Tallinn, Sowjetunion) ist ein estnischer Segler.

## Sportliche Erfolge
Tõnu Tõniste begann zusammen mit seinem Zwillingsbruder Toomas Tõniste 1976 mit dem Segelsport. Vier Jahre später fanden in Tallinn die Segelwettbewerbe der Olympischen Sommerspiele 1980 in Moskau statt. Von 1987 bis 1989 wurden beide drei Mal sowjetischer Meister und zwischen 1983 und 1991 acht Mal estnischer Meister. 1990 gewannen sie die Kieler Woche und wurden 1992 Europameister.
Bei den Olympischen Sommerspielen 1988 in Seoul errang Tõnu Tõniste gemeinsam mit seinem Zwillingsbruder die olympische Silbermedaille für die Sowjetunion im Segeln (470er-Klasse). Bei den Olympischen Sommerspielen 1992 in Barcelona gewannen beide die Bronzemedaille für Estland in derselben Klasse. Bei den Olympischen Sommerspielen 1996 in Atlanta enttäuschten sie mit dem 10. Platz.
Seit 1994 sind Tõnu und Toomas Tõniste neben dem Segelsport auch als Unternehmer tätig.

## Auszeichnungen
- Zusammen mit seinem Bruder Estlands Mannschaft des Jahres 1988, 1990 und 1992
- Orden des Estnischen Roten Kreuzes 3. Kategorie (2001)[2]